# Juan Hohberg
Juan Hohberg (Córdoba, 19 juni 1926 – Lima, 30 april 1996) was een in Argentinië geboren Uruguayaans voetballer en trainer. Hij is de grootvader van de Peruviaanse speler Alejandro Hohberg.

## Biografie
Hohberg begon zijn carrière als doelman bij Central Córdoba en ging in 1947 voor Rosario Central spelen, waar hij veldspeler werd. In 1949 trok hij naar de Uruguayaanse topclub Peñarol. In 1954 werd hij er Uruguayaans staatsburger. Hij won zeven keer de landstitel en in 1960 won hij met zijn ploegmaats de allereerste editie van de Copa Libertadores.
In 1954 maakte hij zijn debuut voor het nationale elftal. In de halve finale op het WK 1954 maakte hij met twee treffers een 2-0 achterstand goed op Hongarije, waardoor de Zuid-Amerikanen verlengingen konden afdwingen, echter scoorden de Magische Magyaren hier nog twee keer.
Na zijn spelerscarrière werd hij trainer. Met de Peruviaanse clubs Universitario en Alianza Lima kon hij drie landstitels veroveren.